# انتخابات در جمهوری آفریقای مرکزی
انتخابات در جمهوری آفریقای مرکزی (انگلیسی: Elections in the Central African Republic) به برگزاری و نتیجه انتخابات در این کشور می‌پردازد.
در این انتخابات رئیس کشور، رئیس‌جمهور و نمایندگان قوه مقننه انتخاب می‌شوند. دوره ریاست‌جمهوری در جمهوری آفریقای مرکزی پنج‌سال است و توسط مردم انتخاب می‌شود. مجمع عمومی مجلس عوام پارلمان جمهوری آفریقای مرکزی است. در انتخابات ۱۰۵ عضو نمایندگان مجلس به مدت پنج‌سال انتخاب می‌شوند و نظام انتخاباتی، نظام انتخاباتی دومرحله‌ای است و دارای نظام چندحزبی می‌باشد که دو یا سه حزب قدرتمند دارد و حزب سوم که در انتخابات موفقیت کسب کرده‌است.